# El Carate
El Carate è un comune (corregimiento) della Repubblica di Panama situato nel distretto di Las Tablas, provincia di Los Santos. Si estende su una superficie di 17,7 km² e conta una popolazione di 873 abitanti (censimento 2010).